# Église Saint-Nicolas de Stari Slankamen
Pour les articles homonymes, voir Église Saint-Nicolas.
L'église Saint-Nicolas de Stari Slankamen (en serbe cyrillique : Црква светог Николе у Старом Сланкамену ; en serbe latin : Crkva svetog Nikole u Starom Slankamenu) est une église orthodoxe serbe située à Stari Slankamen, en Serbie, dans la province de Voïvodine, dans la municipalité d'Inđija et dans le district de Syrmie. Elle a été construite en 1468 et figure sur la liste des monuments culturels d'importance exceptionnelle de la république de Serbie (identifiant no SK 1021).

## Histoire
Selon la tradition, l'église Saint-Nicolas de Slankamen a été construite par le despote serbe Vuk Grgurević, également connu sous le nom de Zmaj Ognjeni Vuk. En revanche, elle n'est historiquement attestée dans des sources écrites qu'en 1501. Son apparence actuelle date du XVIIIe siècle, après qu'elle eut subi de nombreuses transformations.

## Architecture
L'église est composée d'une nef unique allongée et dispose d'un plan tréflé. Un dessin datant de 1739, ainsi que des vestiges de colonnes, attestent que l'édifice était autrefois surmonté d'un dôme. Le porche d'origine, séparé de la nef, a été remplacé par la suite par un nouvel ensemble doté d'une structure en bois. La façade principale a été surmontée d'un haut clocher baroque, recouvert d'étain, qui date de 1795 ; les corniches qui rythment les façades sont également d'époque baroque, tandis que les autres motifs architecturaux de l'église, mis au jour lors de travaux en 1954, sont caractéristiques de l'école moravienne.

## Fresques
L'église conserve un ensemble de fresques représentant les Trois Hiérarques ou Trois-Saints-Docteurs, Saint Basile le Grand (329-379), Saint Grégroire de Naziance (329-390) et Saint Jean Chrysostome, peint à la fin du XVe siècle ou au début du XVIe siècle. L'auteur de l'iconostase, réalisée en 1764, est inconnu ; si l'on en juge par leur style, les représentations des Apôtres pourraient être l'œuvre de Stefan Tenecki ; une autre partie des icônes remonte à 1749 et est caractéristique de la première période du peintre Vasilije Ostojić.